# Hiroyuki Akimoto
Hiroyuki Akimoto (jap. 秋本啓之 Akimoto Hiroyuki; ur. 31 stycznia 1986 w Amakusa) – japoński judoka, mistrz świata.
Największym sukcesem zawodnika jest złoty medal mistrzostw świata w 2010 roku w kategorii do 73 kg. W 2010 roku zdobył złoty medal igrzysk azjatyckich w Kantonie (w tej samej kategorii).
W sierpniu 2013 roku ożenił się z Ai Ōtomo.